# Eric Weber

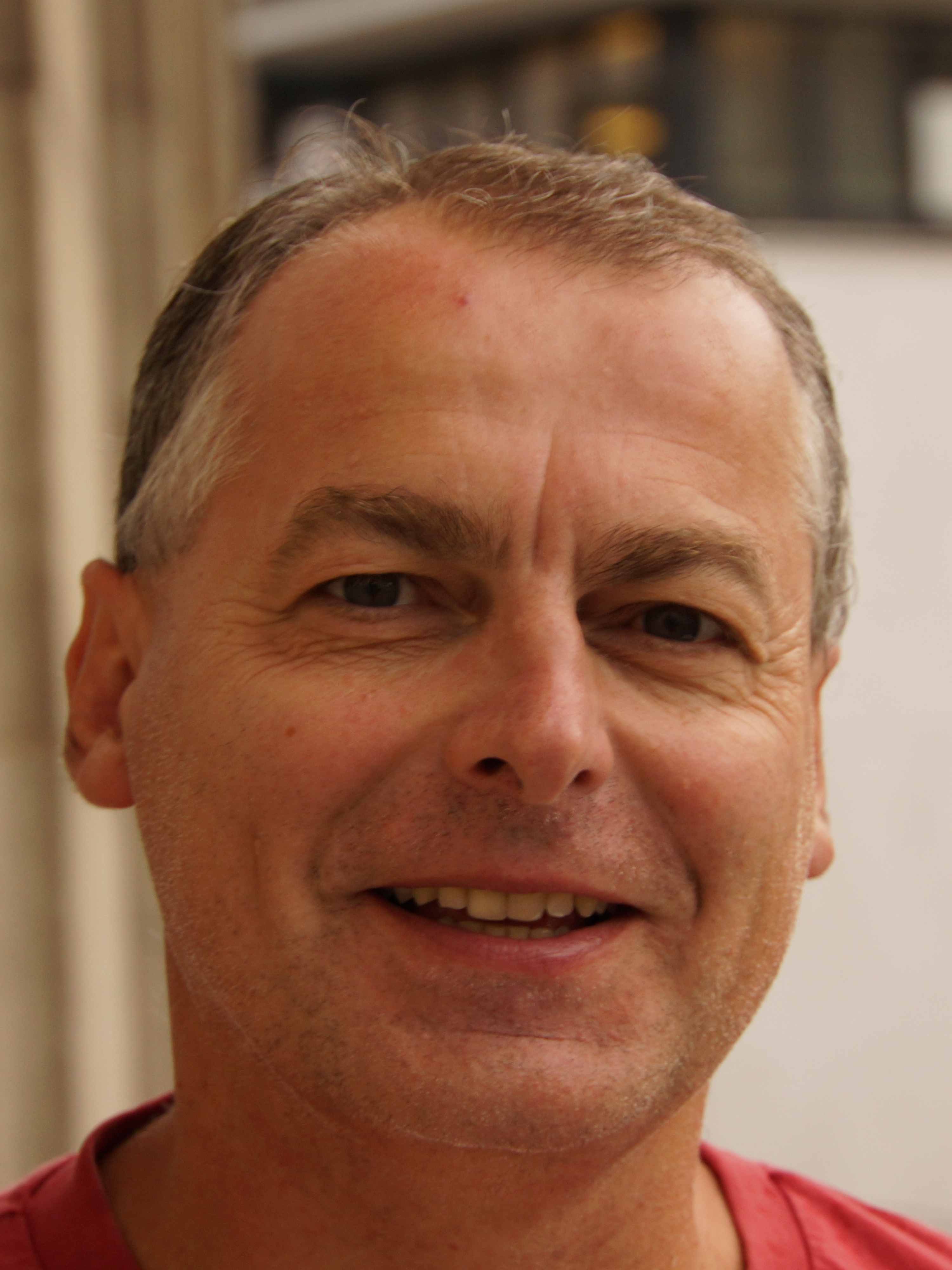
Eric Weber (2012)

Eric Weber (* 24. Juni 1963 in Basel; heimatberechtigt in Jens) ist ein Schweizer rechtsextremer Politiker (VA). Er war 1985–1992, 2013–2016 und ist seit 2021 Mitglied des Grossen Rates des Kantons Basel-Stadt.

## Leben
Eric Weber ist Sohn des Reiseunternehmers und Politikers Rudolf Weber, der vier Jahre lang im Basler Grossrat sass und kurzzeitig Zentralpräsident der Nationalen Aktion gegen Überfremdung von Volk und Heimat (NA) war. Weber absolvierte laut eigenen Angaben eine Lehre zum Reisekaufmann und begann seine politische Karriere in derselben Partei wie sein Vater.

### Erstwahl in den Grossen Rat 1985
1984 wurde Eric Weber als damals jüngster Kantonsparlamentarier in den Grossen Rat des Kantons Basel-Stadt gewählt; 1988 wurde er bestätigt. Teils kandidierte er auf einer eigenen Liste mit dem Titel Volks-Aktion gegen zuviele Ausländer und Asylanten in unserer Heimat.
Am 19. März 1987 wurde er nach einer Beleidigung des Ratspräsidenten ohne Gegenstimme aus dem Ratssaal verwiesen. Polizisten schickten ihn mehrmals aus dem Saal, etwa nach «Heil Hitler»-Zwischenrufen. Am 23. Juli 1987 beantragte er beim Regierungsrat, der Volksaktion im April 1988 den Keller des Rathauses zur Feier des 99. Geburtstags Adolf Hitlers zu überlassen. Am 29. Januar 1988 ersuchte Eric Weber in der Bundesrepublik Deutschland um politisches Asyl. Auf das Gesuch wurde nicht eingetreten, weil Eric Weber auch die deutsche Nationalität besitzt (Mutter stammt laut Weber aus Chemnitz).

Eric Weber (1988)

Am 10. November 1988 erteilte ihm der Grosse Rat ein Sitzungsverbot bis Ende Jahr. Weitere Sitzungsausschlüsse erfolgten in den Jahren 1989 und 1990, jeweils wegen «unerträglichen Benehmens». Weber reichte gegen diese Parlamentsentscheidungen staatsrechtliche Beschwerden beim Bundesgericht ein. Im April 1990 entschied das Gericht, auf die Beschwerde nicht einzutreten. Die Kosten für das verlorene Gerichtsverfahren wurden Weber nicht auferlegt. 1992 gelang ihm die Wiederwahl aufgrund der Einführung der Fünf-Prozent-Hürde nicht.
Gemäss Jürg Frischknecht war Eric Weber der einzige Schweizer Politiker rechts von der NA, dem nach 1945 die Wahl in ein Parlament gelang: «Abgesehen von dieser Ausnahme gilt die Regel, dass es politischem Selbstmord gleichkommt, wenn man offensichtlich mit Hitler und Nazismus sympathisiert.»

### Verurteilung wegen Urkundenfälschung
Infolge von Manipulationen im Vorfeld der Grossratswahlen 1988 wurde Weber im August 1991 vom Basler Strafgericht und im November 1992 vom Appellationsgericht verurteilt, worauf er ans Bundesgericht gelangte. Im April 1994 verurteilte ihn das Appellationsgericht wegen wiederkehrender und fortgesetzter Urkundenfälschung und erklärte ihn auf fünf Jahre für amtsunfähig.

### Journalistische Tätigkeit
Weber liess sich danach in Hof in Deutschland nieder und richtete dort ein eigenes Pressebüro ein. Nach eigenen Angaben arbeitete Weber zwölf Jahre lang bei der Freien Presse in Chemnitz und der Sächsischen Zeitung in Dresden. Laut einem Artikel der Süddeutschen Zeitung hat er aber nie bei Bild gearbeitet wie auch behauptet, sondern vielmehr Artikel für rechte Blätter wie Nation und Europa (NE) und Zur Zeit verfasst. Er erschlich sich unter falschen Angaben ein schriftliches Interview mit Günther Beckstein, das in Die Aula erschien, einer rechtsaussen-Zeitschrift für österreichische Studentenverbindungen.

### Kandidaturen, Konflikte mit der Justiz
2002 kehrte Weber nach Basel zurück. Er versuchte, auf den Listen der Schweizer Demokraten (SD), der Schweizerischen Volkspartei (SVP) und gemäss Aussagen der WoZ auch auf derjenigen der Partei National Orientierter Schweizer (PNOS) zu kandidieren.
Bei den Schweizer Parlamentswahlen 2003 kandidierte er mit seinem Vater und zwei Frauen auf einer eigenen Liste für den Nationalrat, wurde jedoch nicht gewählt. Bei den Grossratswahlen 2004 kandidierte er mit den Schweizer Demokraten auf einer gemeinsamen Liste. Nach Eigenaussage erhoffte er sich rund 8 bis 10 Prozent der Stimmen. Tatsächlich erhielt die Liste lediglich 3,2 Prozent der Stimmen. Im März 2006 kandidierte er erfolglos bei einer Ersatzwahl für den zurückgetretenen Regierungsrat Jörg Schild. Auch bei den National- und Ständeratswahlen 2007 sowie den Nationalratswahlen 2011 kandidierte Weber.
Nach einem Bericht der Basler Zeitung vom 7. Oktober 2004 soll Weber im Vorfeld der Grossratswahlen versucht haben, Stimmen zu kaufen. Deshalb wurde von der Basler Staatsanwaltschaft erneut ein Ermittlungsverfahren wegen Wahlbetrugs gegen ihn eingeleitet. Weber versuchte, mit einer Gegendarstellung in der Basler Zeitung zu kontern, deren Abdruck wurde allerdings von der Redaktion und später auch vom Schweizer Presserat abgelehnt. Die Zeitung hatte den Staatsanwalt mit «Weber hat sich der Wahlfälschung schuldig gemacht» zitiert, wovon sich der Staatsanwalt selbst distanzierte, da er nicht der Richter sei. Weber verlangte die Richtigstellung, da er die Unschuldsvermutung verletzt sah. Der Presserat wertete es jedoch lediglich als Unschärfe, die eindeutig durch den Kontext klargestellt werde, dass der Vorwurf noch vom urteilenden Gericht zu überprüfen sei. Er wies Webers Beschwerde als unbegründet zurück, mahnte die Zeitung jedoch zukünftig zu einer freiwilligen Richtigstellung. Weber selbst empfand die Sache als «Schweine-Journalismus». Im März 2008 wurde Weber schliesslich vom Strafgericht wegen Wahlbestechung, versuchter Wahlfälschung und Drohung zu einer bedingten Geldstrafe von 180 Tagessätzen zu 30 Franken, bedingt auf drei Jahre, verurteilt. Er legte keine Berufung ein.

### Wiederwahlen 2013 sowie 2021 und 2024
Bei den Gesamterneuerungswahlen in Basel-Stadt wurde er 2012 als Kandidat seiner Ein-Mann-Partei VA erneut in den Grossen Rat gewählt. Während des Wahlkampfs wurde Eric Weber wegen Verdachts auf Wahlfälschung zweimal festgenommen. Am Wahltag kündigte Weber u. a. an, er werde «das Parlament lahmlegen». Am 26. Juni 2013 gab Weber einen weiteren angeblichen Rücktritt bekannt. Zudem wolle er mit seiner Familie nach Abu Dhabi ziehen. Berühmt geworden ist Webers Ausraster, als er in einem auf Film aufgenommenen Interview mit u. a. der Bemerkung «Staatsanwaltschaft, leckt mich am Arsch!» das blanke Gesäss in die Kamera hielt. Am 1. Dezember 2014 wurde Weber vom Basler Strafgericht wegen Wahlfälschung in zwei Fällen zu 360 Stunden gemeinnütziger Arbeit verurteilt. Sein Pflichtverteidiger legte noch im Gerichtssaal Berufung ein. Weber kündigte ein weiteres Mal seinen Rücktritt aus dem Grossen Rat und diesmal eine Abreise nach Frankreich an, was er beides aber nicht vollzog.
Während seiner Amtszeit sei Weber mit einer «beispiellosen Flut von ausufernden Reden und Hunderten von sinnlosen Anfragen» aufgefallen; mit 17 Stunden Redezeit sprach er mehr als zweieinhalb Mal länger als der zweitplatzierte Grossrat.
Nicht-Wiederwahl 2016
Bei der Wahl in den Basler Grossen Rat vom 23. Oktober 2016 wurde Weber nicht wiedergewählt und verliess diesen per Ende der Legislaturperiode 2013–2016. In den gleichzeitigen Regierungsratswahlen, zu denen er auch antrat, landete er mit 3247 Stimmen auf dem letzten Platz.
Im Februar 2019 wurde Eric Weber zu einer unbedingten Geldstrafe in der Höhe von 20 Tagessätzen verurteilt, weil er einen falschen Alarm ausgelöst hatte. Er wurde hingegen vom Vorwurf der Rassendiskriminierung in Bezug auf mehrere Flugblätter freigesprochen, in denen er unter anderem geschrieben hatte «[…] Im Rhein ist kürzlich ein Asylant ertrunken. Ein Kostgänger und Asylanten-Geld-Empfänger (Schmarotzer) weniger.»
Wiederwahlen 2021 und 2024
Bei den Gesamterneuerungswahlen 2020 in Basel-Stadt wurde Weber erneut in den Grossen Rat gewählt. Mit seiner Volks-Aktion gegen zuviele Ausländer und Asylanten in unserer Heimat (VA) erreichte er im Wahlbezirk Kleinbasel einen Sitz. 2024 behielt er im Wahlbezirk Kleinbasel seinen Sitz. Bei Verkündigung des Wahlresultats kam es im Wahlforum zu einem Zwischenfall. Weber stürmte auf die Bühne und tat seinem Unmut kund. Nach dem Verlassen der Bühne wurde er vom Sicherheitspersonal weggeführt und erhielt Hausverbot. Bereits wenige Tage zuvor war Weber wegen mutmasslicher Wahlfälschung vorübergehend festgenommen worden.

### Wahlkampf für die AfD und angebliche Mitgliedschaft
Im Frühjahr vor der Europawahl 2014 engagierte sich Weber als ehrenamtlicher Helfer im Wahlkampf des baden-württembergischen Kandidaten der Alternative für Deutschland (AfD), Bernd Kölmel. Laut eigenen Angaben und denen von Kölmels Sprecher ist Weber Mitglied der AfD geworden, was jedoch von der AfD Thüringen, bei deren Wahlparty nach dem Einzug in das Landesparlament bei der Landtagswahl im Herbst 2014 Weber anwesend war, dementiert wurde. Bei der Wahlfeier der AfD Baden-Württemberg am Abend der baden-württembergischen Landtagswahlen vom 11. März 2016 war Weber anwesend und feierte ausgelassen.
Durch eine Veröffentlichung der Antifaschistischen Informations-, Dokumentations- und Archivstelle München a.i.d.a. wurde bekannt, dass der AfD-Bundestagsabgeordnete Petr Bystron Weber als Mitarbeiter angestellt haben und er für Bystron tätig sein soll. Auf Anfrage von Beobachter News erklärte das Büro von Bystron, die Einstellung Webers sei ein Versehen und nicht von langer Dauer gewesen, sie könnten «Eric Weber als Mitarbeiter wirklich nicht empfehlen».

### Privates
Eric Weber ist Sohn des Reiseunternehmers und Politikers Rudolf Weber. Seine Mutter stammt laut Weber aus Chemnitz, damals Karl-Marx-Stadt, in Sachsen. Nach eigenen Angaben absolvierte Weber eine Lehre zum Reisekaufmann sowie ein Volontariat beim Oltner Tagblatt. Eric Weber lebt von seiner Ehefrau getrennt und hat zwei Töchter.